# Милино (Болгария)
Милино (болг. Милино) — село в Болгарии. Находится в Тырговиштской области, входит в общину Антоново. Население составляет 18 человек (2022).

## Политическая ситуация
Милино подчиняется непосредственно общине и не имеет своего кмета.
Кмет (мэр) общины Антоново — Танер Мехмед Али Движение за права и свободы (ДПС)) по результатам выборов в правление общины.